# Lemmings
För andra betydelser, se Lemming (olika betydelser).
Lemmings är ett datorspel utvecklat av DMA Design (numera Rockstar North) och distribuerat av bland andra Psygnosis.
Datorspelet var nyskapande bland plattformsspelen - spelaren kunde inte styra spelfigurerna direkt, utan kunde bara ge dem olika specialegenskaper, till exempel som gräva, blockera sina kamrater eller bygga ramp. Spelets bas byggde på det självmordsbenägna beteende som sades finnas hos de så kallade lämmeltågen.
Spelet har i efterhand släppts till mer än 20 olika format.

## Christmas Lemmings
Det kom även en serie demon med jultema för Lemmings som hette:
- Xmas Lemmings 1991
- Xmas Lemmings 1992
- Holiday Lemmings 1993 (såldes till en början, men blev gratis när 1994-versionen släpptes)
- Holiday Lemmings 1994 (Med fullprisspelet kom även Holiday Lemmings 1993 med, en 4-banors demo släpptes även på detta spel.)

## Spinoffer
Det har också kommit ut spinoffer på Lemmings, bland annat Lemmings Paintball från 1996 och The Adventures of Lomax också från 1996.

## Historia
Lemmings började som en enkel animation gjord i augusti 1989, precis när DMA Design hade flyttat till sitt första kontor, som bestod av två mindre rum. De hade precis börjat med ett spel som kallades Walker, som baserades på samma gubbe som användes i spelet Blood Money.
Scott Johnson, skaparen av spelet Hired Guns för Amiga, hade just blivit anställd och delegerades att skapa grafiken för Walker. Efter att han byggt upp huvudet för figuren satte han sig ner och skapade små animationer för karaktären med dimensionen 16x16 pixlar.
Mike Dailly ritade dock om dem så de endast var 8x8 pixlar, men Gary Timmons animerade om gubben så han fick en mjukare gång och det var denna version som sen användes i spelet.
Russell Kay, mannen som skapade PC-versionen av Lemmings, tyckte redan här att det var ett spel i begynnelsen av denna animation och i september 1989 skapade han en enkel demo bestående av 100 Lemmings som gick omkring på tre olika nivåer som visades för Psygnosis samma månad. Det var också Russel Kay som myntade namnet "Lemmings" för de små varelserna.

## Mottagande
Den första dagen sålde spelet över 55 000 exemplar.
När spelet släpptes fick det generellt ett gynnsamt mottagande i olika recensioner. Datormagazin tyckte att spelet var väl genomfört och gav det 9/10 i betyg. Nintendo-Magasinet gav SNES-versionen av spelet ett gott omdöme eftersom tänkandet var viktigare än fingerfärdigheten och för att det var lätt att komma in i men svårt att bemästra. NES-versionen ansågs inte ha lika bra grafik och ljud, men de tyckte ändå att spelet fortfarande var kul att spela. Sega Force ansåg att Game Gear-versionen av spelet var ett fantastiskt tidsfördriv, det gäller att vara både listig och snabb, och gav det 83/100 i betyg.